# 愛媛県道226号串中山線
愛媛県道226号串中山線（えひめけんどう226ごう くしなかやません）は、愛媛県伊予市から喜多郡内子町を経由して、伊予市に至る一般県道である。

## 概要
伊予市双海町串から喜多郡内子町を経由して、伊予市中山町中山に至る。一部区間を除いてほとんどの区間が一車線である。全線を通じて交通量は極めて少ない。主に地元住民の交通路として機能している。

### 路線データ
- 起点：伊予市双海町串（愛媛県道54号串内子線交点）
- 終点：伊予市中山町中山（国道56号交点）
- 総延長：25.4 km

## 地理

### 通過する自治体
- 伊予市
- 喜多郡内子町
- 伊予市

### 交差する道路
| 交差する道路            | 市町村名 | 市町村名 | 交差する場所 | 交差する場所 |
| ----------------------- | -------- | -------- | ------------ | ------------ |
| 愛媛県道54号串内子線    | 伊予市   | 伊予市   | 双海町串     | 起点         |
| 愛媛県道243号内子双海線 | 喜多郡   | 内子町   | 石畳         |              |
| 愛媛県道224号永木内子線 | 伊予市   | 伊予市   | 中山町中山   |              |
| 国道56号                | 伊予市   | 伊予市   | 中山町中山   | 終点         |

### 沿線
- 満穂郵便局
- JR四国予讃線 伊予中山駅

### 峠
- 鳥越峠（伊予市 - 喜多郡内子町）

## ギャラリー

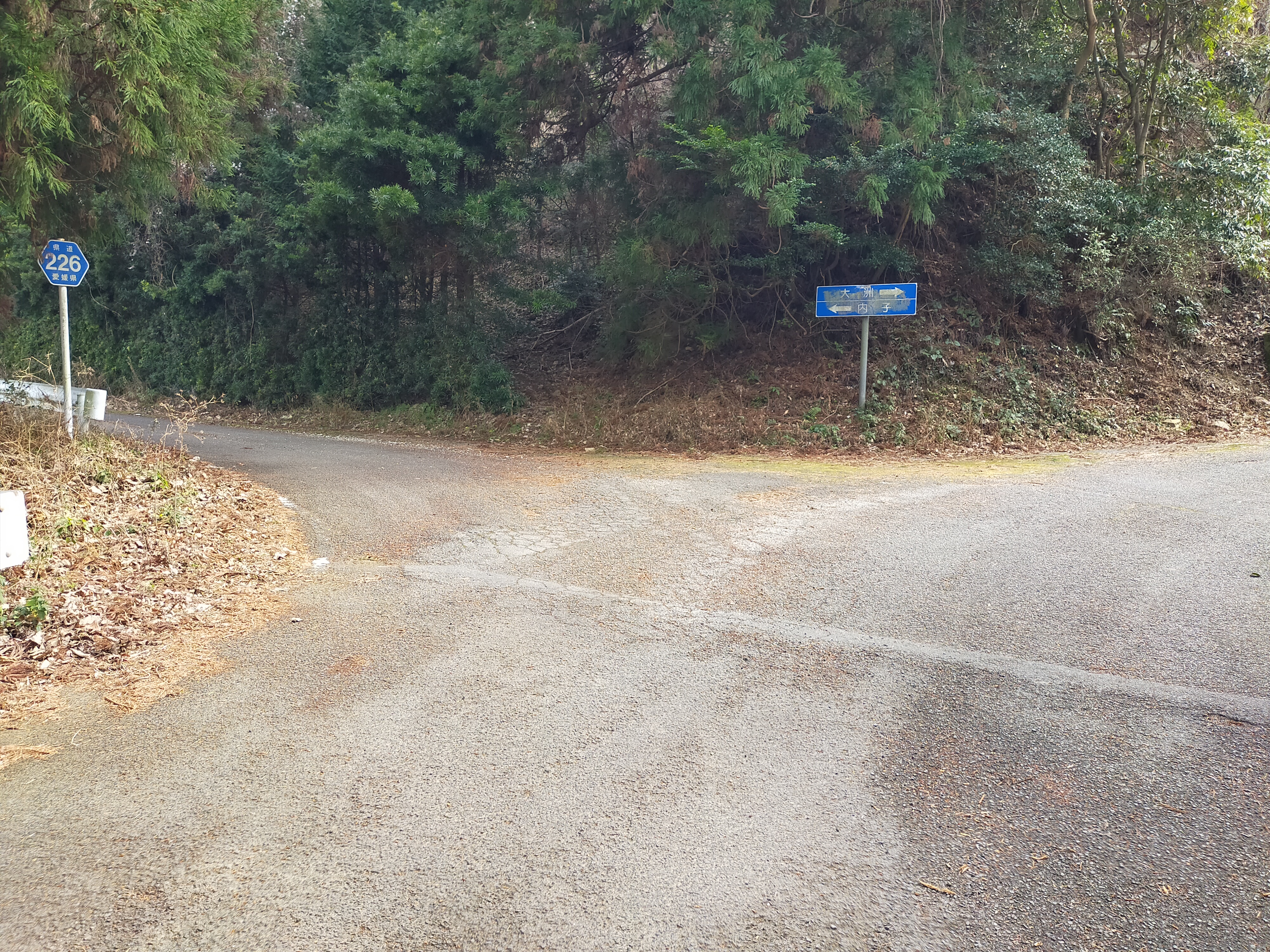
愛媛県道54号串内子線交点 起点
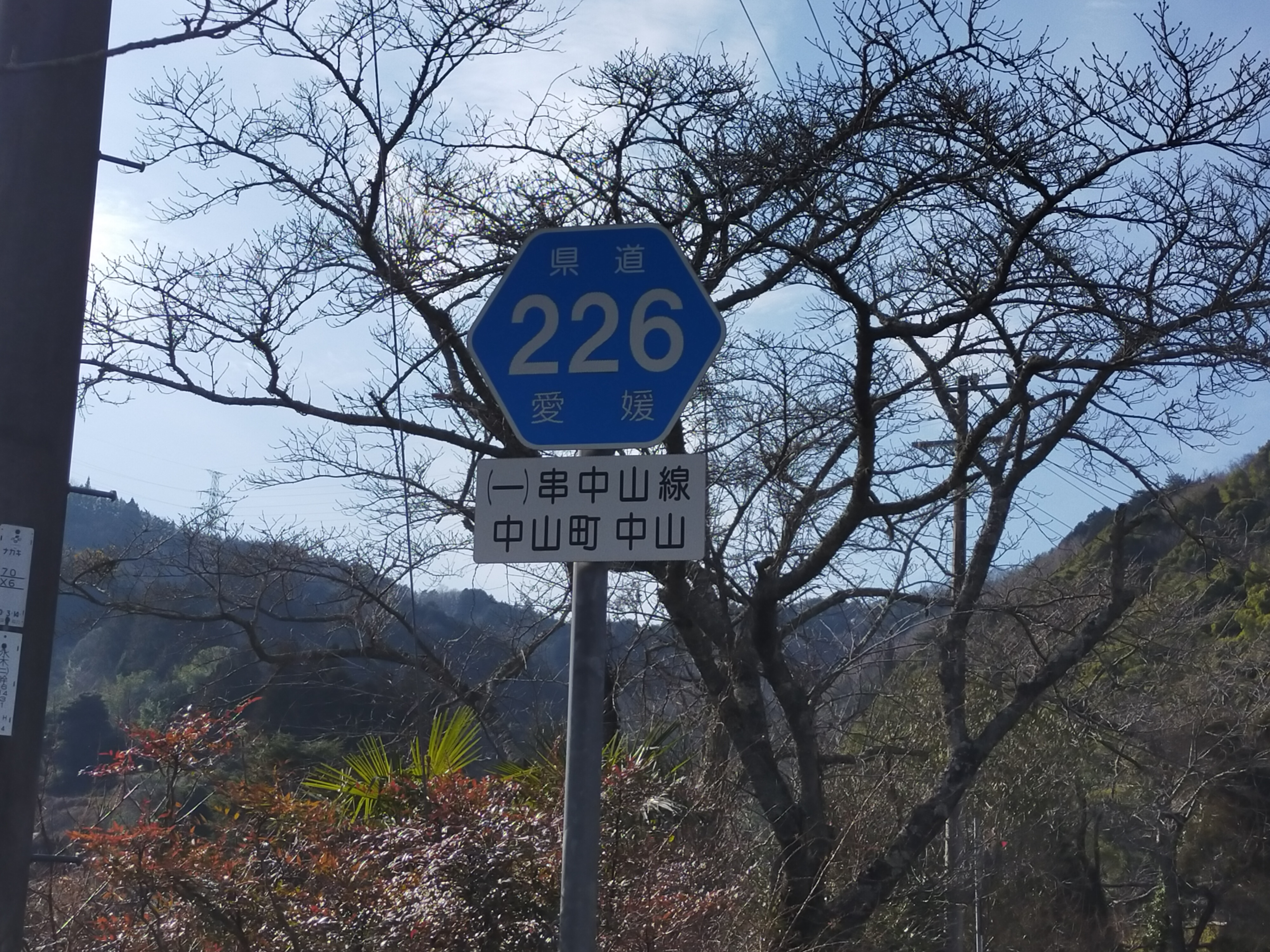
終点付近
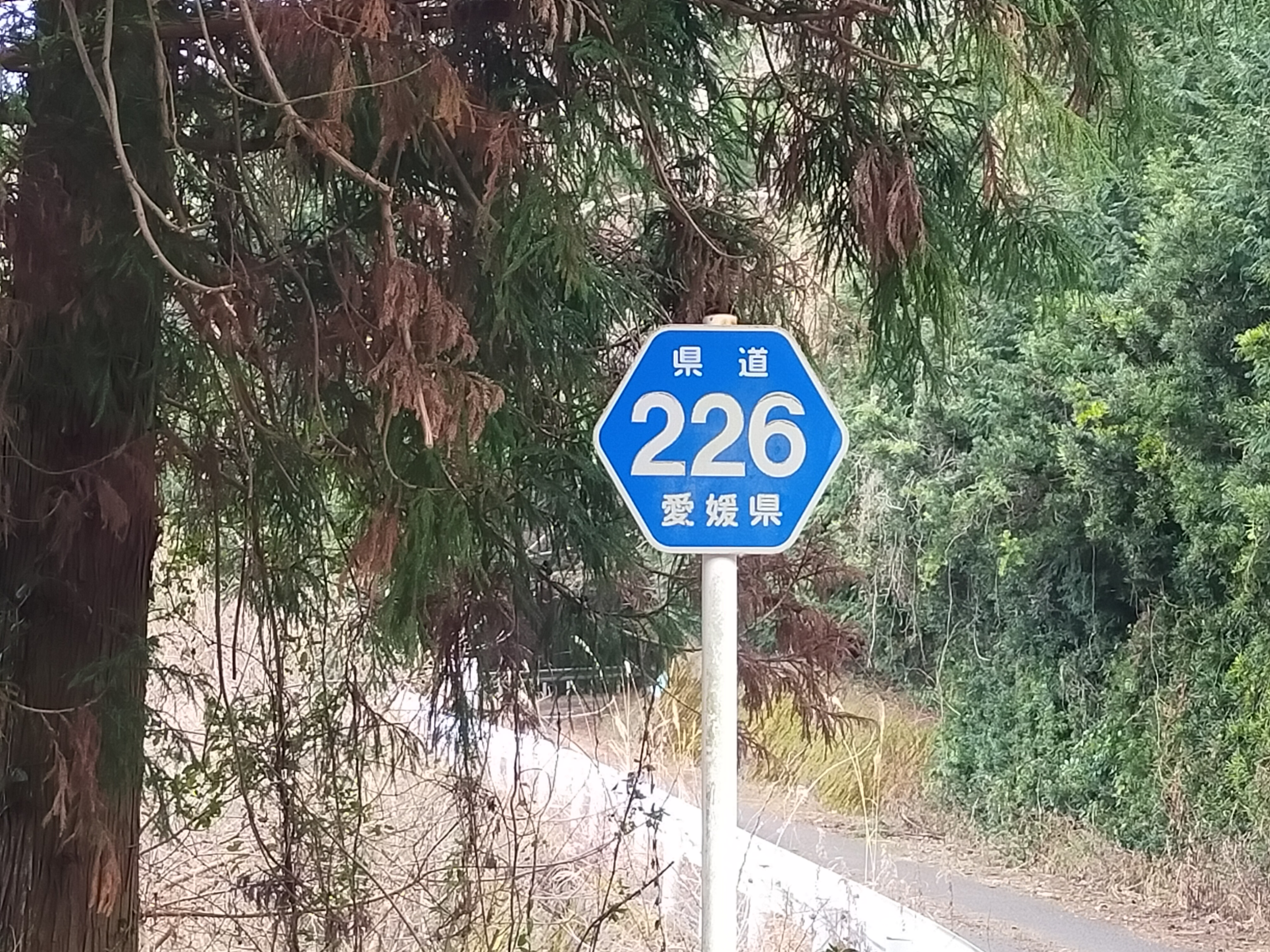
起点付近